# Mollia macrophylla
Mollia macrophylla är en malvaväxtart som beskrevs av Ellsworth Paine Killip och Cuatrec.. Mollia macrophylla ingår i släktet Mollia och familjen malvaväxter. Inga underarter finns listade i Catalogue of Life.